# Eriphantes telluris
Eriphantes telluris är en mångfotingart som beskrevs av Crabill 1970. Eriphantes telluris ingår i släktet Eriphantes och familjen Eriphantidae. Inga underarter finns listade i Catalogue of Life.